# Die Legende vom Meister der Rollbilder
Die Legende vom Meister der Rollbilder (jap. 近松物語) ist ein japanischer Film des Regisseurs Kenji Mizoguchi aus dem Jahr 1954. Der Film basiert auf dem Puppenspiel Daikyōji Mukashi-Goyomi des Dramatikers Chikamatsu Monzaemon aus dem Jahr 1715.

## Handlung
Ende des 17. Jahrhunderts fertigt der Rollbildmeister Ishun in seinem Geschäft in Kyōto Bilder und Kalender für den kaiserlichen Hof. Seine Frau Osan gibt ihrem großspurigen Bruder des Öfteren Geld aus dem Bestand ihres Mannes. Doch da sie nicht über unbegrenzten Zugang zu den Mitteln ihres Mannes verfügt, bittet sie Mohei, den Kontoristen des Betriebes, um Auszahlungen, für den dieser verbotenerweise den Namensstempel des Rollbildmeisters benutzt. Dabei wird er erwischt und nimmt die Schuld auf sich, um Osan nicht zu belasten. Als seine Mittäterin bezichtigt sich fälschlicherweise seine Dienerin Otama, die in Mohei verliebt ist, für die wiederum der Rollbildmeister schwärmt.
Mohei wird von dem Geschäftsbesitzer eingesperrt und soll den Behörden übergeben werden. Gleichzeitig informiert Otama Osan, als diese sich bei ihr bedanken will, darüber, dass Ishun, der Rollbildmeister, ihr heimlich nachstellt. Osan und Otama tauschen die Zimmer und Otama will Ishun, ihren Ehemann, überraschen und zur Rede stellen, wenn er erneut in Otamas Zimmer eindringt. Stattdessen kommt Mohei, der ausgebrochen ist, in Otamas Zimmer, in dem Osan wartet. Die beiden werden zusammen gesehen und es wird davon ausgegangen, dass die beiden ein Verhältnis haben. Auf Ehebruch steht die Todesstrafe. Osan und Mohei fliehen und auf der Flucht gestehen sich die beiden ihre Liebe, kurz bevor sie sich zusammen umbringen wollen. Danach entschließen sie sich, weiterzuleben, doch sie werden gefangen genommen und zum Tode verurteilt.

## Hintergrund
Die Handlung des Films basiert auf einem Stück des Dramatikers Chikamatsu Monzaemon. Dem Stück aus dem Jahr 1715 liegt wiederum eine wahre Geschichte zugrunde, die 33 Jahre zuvor stattgefunden hat. Das Motiv des Doppelselbstmordes ist ein wiederkehrendes Motiv bei Chikamatsu und kommt in circa zwanzig von seinen hundert Stücken vor. Ähnlich wie in Johann Wolfgang Goethes Die Leiden des jungen Werthers fühlten sich einige Leser und Zuschauer durch die Stücke zum Selbstmord ermuntert, so dass die Regierung schließlich Stücke verbieten ließ, in denen das Wort shinjū, also Doppelselbstmord zweier Liebender, vorkam. Die beiden Hauptfiguren, Osan und Mohei wollen sich am Biwa-See umbringen, der traditionell ein Ort für solche Akte ist.
Wie bei Ugetsu – Erzählungen unter dem Regenmond ließ Mizoguchi zunächst durch Matsutarō Kawaguchi ein Bühnenstück schreiben, das dann durch Yoda Yoshikata zu einem Drehbuch umgewandelt wurde.

## Kritiken
Das Lexikon des internationalen Films nennt den Film „eine episch breite, ungemein fesselnde Verfilmung eines Dramas aus dem Jahr 1716; eindrucksvoll fotografiert und atmosphärisch dicht inszeniert“.

## Auszeichnungen
Die Legende vom Rollbildmeister gewann 1955 den Blue Ribbon Award in Tokio und war ebenfalls 1955 bei den Internationalen Filmfestspielen von Cannes im Wettbewerb zu sehen.